# 皮尔热罗
皮尔热罗（法語：Purgerot，法語發音：[pyʁʒəʁo]）是法国上索恩省的一个市镇，属于沃苏勒区。

## 地理
皮尔热罗（47°44'58"N, 5°59'54"E）面积14.11 平方千米，位于法国勃艮第-弗朗什-孔泰大區上索恩省，该省份为法国东部内陆省份，北起顺时针与孚日省、贝尔福地区省、杜省、汝拉省、科多尔省和上马恩省接壤。
与皮尔热罗接壤的市镇（或旧市镇、城区）包括：富谢库尔、阿尔伯塞、博莱、孔夫朗代、法韦尔内。

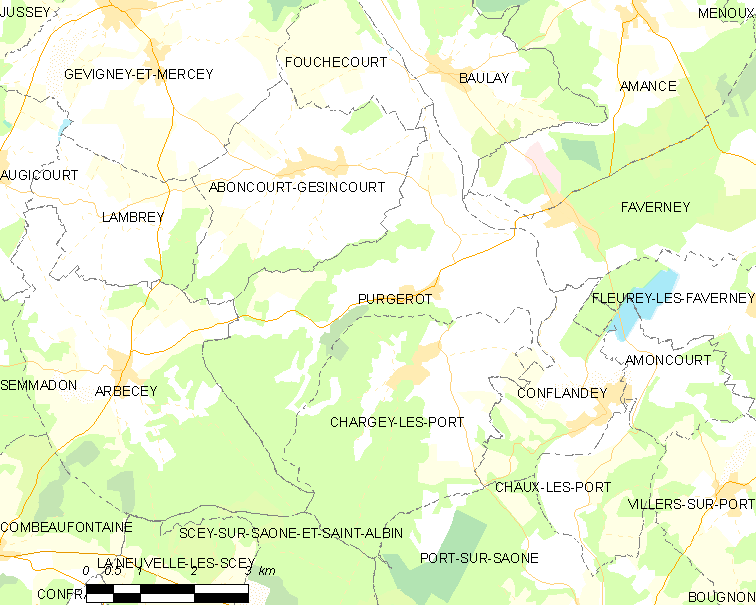
皮尔热罗的OSM定位图

皮尔热罗的时区为UTC+01:00、UTC+02:00（夏令时）。

## 行政
皮尔热罗的邮政编码为70160，INSEE市镇编码为70427。

## 政治
皮尔热罗所属的省级选区为瑞塞县。

## 人口

1962-2008年间皮尔热罗人口变化图示

皮尔热罗于2022年1月1日时的人口数量为328人。